# Bala Minié

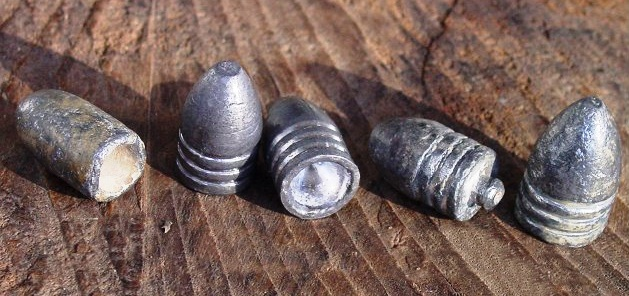
Varios tipos de balas Minié. Las cuatro a la derecha tienen estrías Tamisier para una mejor estabilidad aerodinámica.

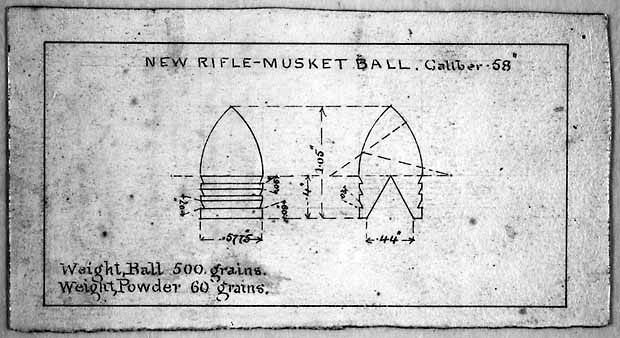
Un diseño de bala Minié de Harpers Ferry, Virginia Occidental, 1855.

La bala Minié, o Minie, es un tipo de bala para fusil de avancarga llamada así por su co-desarrollador, Claude-Étienne Minié, el inventor del fusil Minié. Se hizo conocida durante la Guerra de Crimea y la Guerra de Secesión. También se utilizó militarmente, –aunque posiblemente de forma más experimental–, en la Guerra de 1856-1857 entre la República de Costa Rica y sus Aliados de Centroamérica, contra la Invasión Filibustera Estadounidense dirigida por William Walker.
El desarrollo de la bala Minié fue significativo, debido a que fue el primer proyectil lo suficientemente pequeño como para ser fácilmente introducido en el cañón estriado de un fusil de avancarga. El estriado del ánima del fusil, que impartía un movimiento de rotación a la bala, incrementó el alcance y la precisión del arma. Antes de la invención de la bala Minié, las balas tenían que ser embutidas en el cañón del fusil, a veces con ayuda de un mazo, con la desventaja añadida que el hollín de la pólvora se acumulaba entre las estrías después de pocos disparos y debía ser limpiado. Tanto el fusil estadounidense Springfield Modelo 1861 como el fusil británico Enfield Modelo 1853, los fusiles más usuales empleados durante la Guerra de Secesión, disparaban balas Minié.

## Diseño
La bala Minié era una bala cilindro-cónica de plomo blando, ligeramente más pequeña que el calibre del arma, con cuatro estrías exteriores llenas de grasa (en el diseño original) y una depresión cónica en su base. La bala fue diseñada por Minié con un pequeño pivote de hierro y una arandela de plomo. Su planeado propósito era de expandirse bajo la presión de los gases y obturar el cañón para aumentar la velocidad de boca.
El precursor de la bala Minié fue creado en 1848 por los capitanes Montgomery y Henri-Gustave Delvigne del Ejército francés. Su diseño fue hecho para permitir la rápida recarga de los fusiles, una innovación que difundió el empleo masivo de esta arma en combate. Delvigne había inventado en 1826 una bala que podía expandirse al ser atacada con la baqueta, para encajar en las estrías del ánima del cañón de un fusil. El diseño de la bala había sido propuesto por el Capitán John Norton en 1832 como cilindro-cónica, pero nunca fue adoptado.
El Capitán James Henry Burton, que era un armero en el Arsenal de Harpers Ferry, desarrolló una mejora al diseño de Minié cuando le añadió una profunda cavidad en la base de la bala, que se llenaba con los gases del disparo y expandía la pestaña de la bala al disparar. Esto no solo resultó en un mayor alcance, sino también redujo el costo de la bala, que fue empleada en la Guerra de Crimea y la Guerra de Secesión. La versión de la bala de Burton pesaba dos onzas.

## Empleo

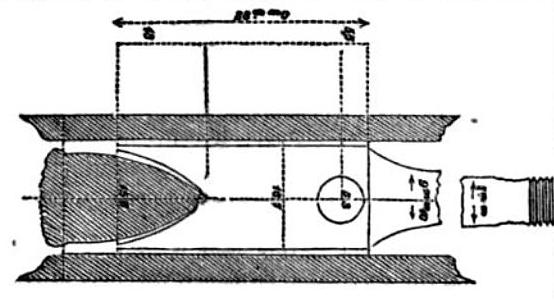
Esquema de una baqueta cóncava para cargar balas Minié.

La bala podía extraerse rápidamente del cartucho de papel, echando la pólvora en el cañón y empujando la bala a través del estriado del ánima de éste, arrastrando cualquier residuo de anteriores disparos; entonces la bala era atacada con la baqueta de base cóncava, que aseguraba la compactación de la carga propulsora y que la base hueca del proyectil estuviese llena de pólvora. Al disparar, el gas en expansión empujaría con fuerza la base, deformándola para que encajara en las estrías. Esto producía rotación para una mayor precisión, un mejor sello para una velocidad constante y un mayor alcance, además de eliminar los residuos en el cañón.

## Efectos
Las heridas producidas por la bala Minié eran diferentes de las producidas por las esféricas de los mosquetes, ya que la bala cónica tenía una mayor velocidad de boca y un mayor peso. Las balas esféricas solían incrustarse en la carne y se observaba que con frecuencia se desplazaban lateralmente al atravesar el cuerpo. Los músculos y tendones flexionados, así como los huesos, podían hacer que se desviase de su ruta. La bala Minié solía seguir una ruta recta y usualmente atravesaba el miembro herido; rara vez se quedaba dentro del cuerpo. Si una bala Minié impactaba un hueso, por lo general lo astillaba. El daño a los huesos por lo general era tan severo, que se precisaba amputar. El principal propósito de la bala Minié era dañar los huesos, para que estos terminen cediendo bajo su propio peso. Un impacto en un vaso sanguíneo importante solía ser muy grave.